# 耳飾
耳飾（earring）是戴在耳朵的飾品，古代又稱珥、璫；耳環指戴在耳朵上呈圓圈形的耳飾，耳墜則是夾在或勾在耳垂上而吊墜的耳飾。大部分耳飾都是金屬的，有些可能是玉石、木，或其他相似的硬物料。现代社会里，不管男女都可以戴耳飾。
耳飾透過耳垂內的穿洞（耳洞）來勾住耳朵（除了夾式耳飾之外），其他選擇包括耳骨、耳門、耳內側等等。「穿耳洞」通常指在耳垂部位的耳洞，其他部份會特別指明。耳垂是耳朵中神經線最少的一個部份，穿耳後康復的時間亦較短，但穿耳後要保持耳朵清潔衛生。其他部位如耳骨、耳門，則比較容易發炎。
耳飾可以由金屬、塑膠、玻璃、寶石等物料製成。耳环不一定是圈狀的，有些是垂吊式的，有些是顆粒狀的，也可以是夹子型的，或者只是一个简单的钩，通过在耳朵中的孔中的耳垂或粘着。耳飾的重量和大小受人體的承受能力限制，有些習慣戴重耳飾的人，戴久了便會發覺耳垂和耳洞都被拉長了。

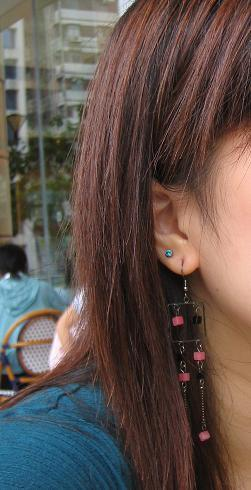
垂吊式耳飾

耳飾在世界上許多古今地方與文化中都會找到。在很多文化中，有給剛出生的孩子穿耳的習慣，這種習俗備受爭議，因為穿耳並非嬰孩的意願。
因為市場需要和時代的發展，現在也有開發出不需要穿耳洞也可穿戴的耳夾耳飾。

## 耳飾的種類

### 釘狀耳飾
最流行，最普遍的一種。耳飾的針穿過耳洞，在耳背用托固定。一般穿耳的時候，用的都是釘狀耳飾。

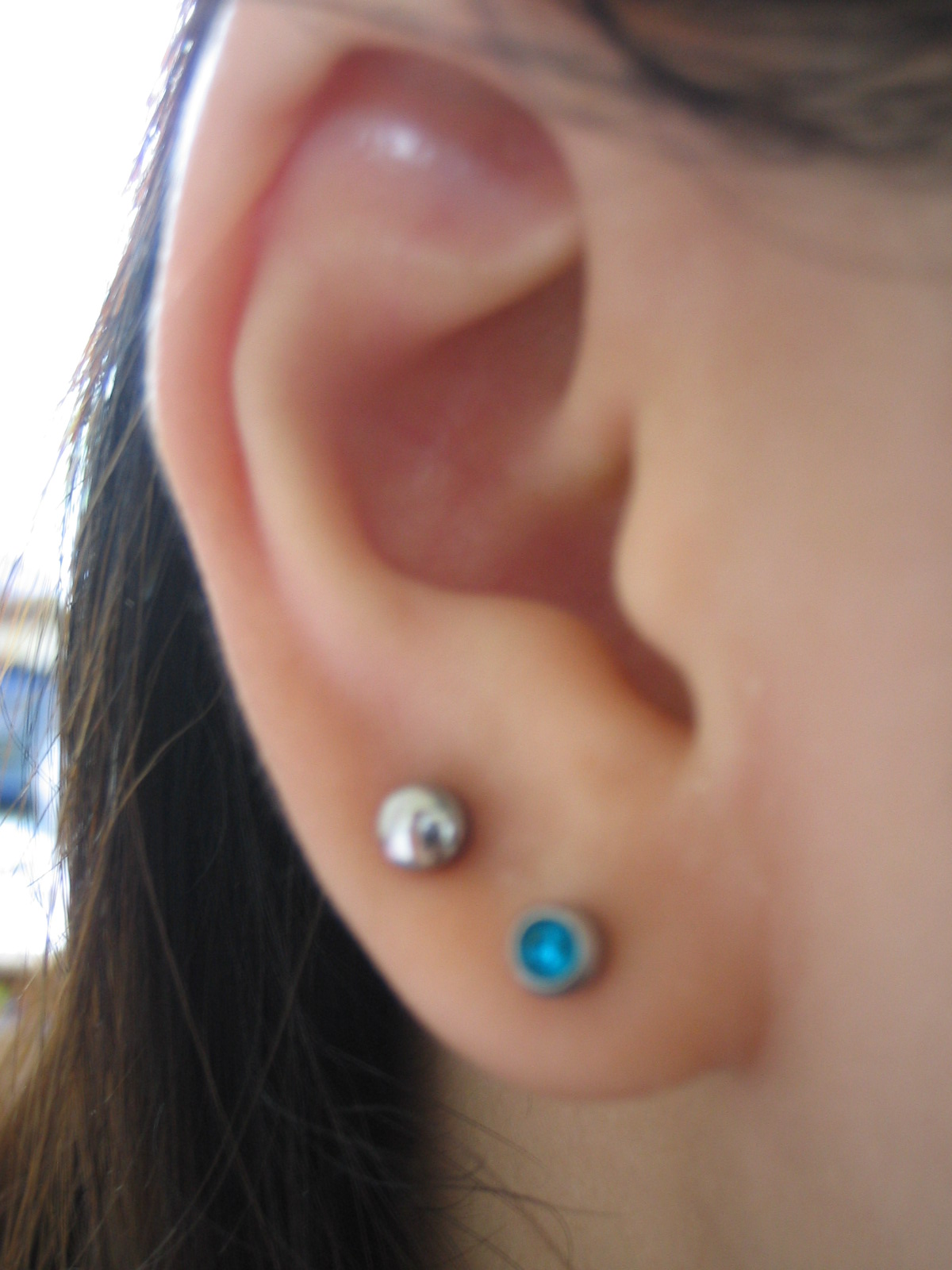
兩粒釘狀耳飾

### 懸垂式耳飾
在耳珠垂下來，通常還有一串珠寶作點綴。長度不一，有些只有耳珠下2厘米，有些卻可以長至肩膀。較長的懸垂式耳飾，通常在較隆重的場合使用。

### 圈狀耳飾
一個360度的大圈，在中間開一個口，穿過耳洞。在中國古代有一種以有缺口玉環製成的圈狀耳飾，稱為玉玦，有學者認為佩戴玉玦需要穿很大的耳洞，亦有學者認為這是夾式的。

### 懸掛式耳飾
不用釘耳洞的設計，只掛在耳背上。這種懸掛式耳飾也愈來愈流行。

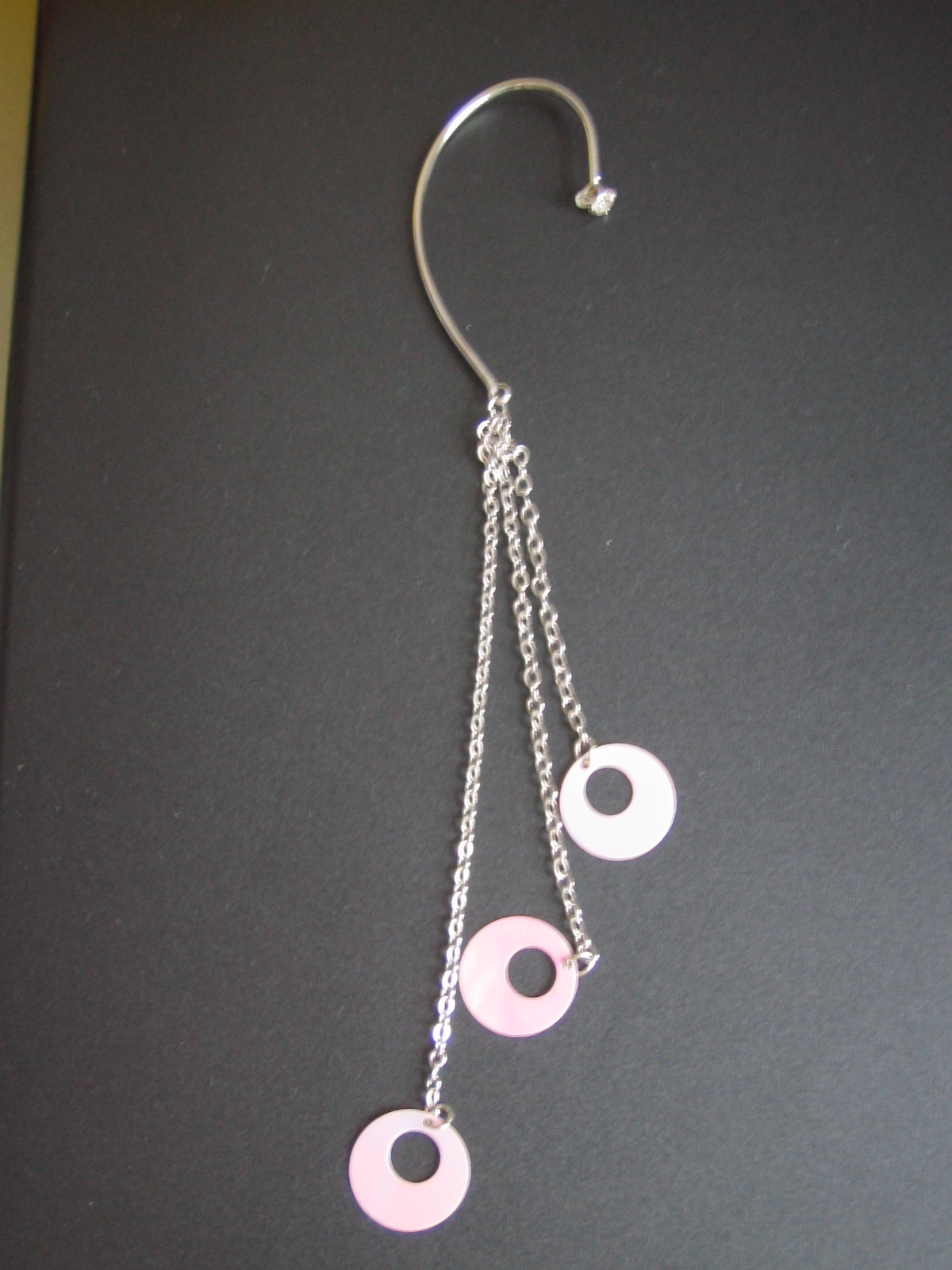
懸掛式耳飾

### 夾狀耳飾及磁石耳飾
為方便沒有穿耳孔的人，部份圓環形耳飾會設計成夾狀，夾著耳珠。顆粒狀或釘狀的耳飾一般無法設計成夾形，因此需要利用磁石的特性來夾著耳珠。磁石耳飾分別為外方一顆連有磁鐵的耳飾，及內方一塊帶有相反磁性的迷你磁鐵，兩塊磁鐵將耳珠牢牢夾著。

### 矽膠式耳飾
這種耳飾不是用夾力來夾住耳朵，而是用矽膠和皮膚之間的摩擦力讓耳飾不會脫落。 跟其他為了要夾緊而動不動就夾到疼痛的夾式耳飾相比，矽膠耳飾可以說是不可能會痛。

## 耳洞
耳洞是指為了配載耳飾，在外耳的耳垂或是软骨所開的一個或多個孔洞。耳洞可能是暫時性的，若穿了耳洞後，其周圍產生疤痕組織，形成了瘘，即為永久性的耳洞。